# Hoạt độ nước
Hoạt độ nước (ký hiệu là aw) là lượng nước tự do tồn tại trong sản phẩm hoặc vật chất. Nó được xác định như là tỷ lệ giữa áp suất bay hơi của nước trong vật chất chia cho áp suất bay hơi của nước tinh khiết ở cùng điều kiện nhiệt độ. Nước cất có hoạt độ nước bằng 1,0. Khi nhiệt độ tăng thì aw tăng, ngoại trừ một số sản phẩm với muối hoặc đường kết tinh.
Những chất có aw cao có xu hướng hỗ trợ nhiều vi sinh vật hơn. Các vi khuẩn thì yêu cầu aw ít nhất là 0,91 để phát triển, trong khi đó nấm thì cần 0,7.
Nước thì di chuyển từ nơi có aw cao đến nơi có aw thấp. Ví dụ mật ong có aw là 0,6 còn không khí có aw là 0,7, do vậy nếu cho mật ong tiếp xúc với không khí thì mật ong sẽ hút nước từ không khí.

## Công thức tính hoạt độ nước
aw = p/po
Trong đó p là áp suất bay hơi của nước trong vật chất, po là áp suất bay hơi của nước tinh khiết ở cùng điều kiện nhiệt độ.

## Một số giá trị aw

### Một số loại thực phẩm
| Tên thực phẩm                     | aw        |
| --------------------------------- | --------- |
| Nước cất                          | 1         |
| Nước máy                          | 0,99      |
| Thịt chưa chế biến                | 0,99      |
| Sữa                               | 0,97      |
| Nước quả                          | 0,97      |
| Salami                            | 0,87      |
| Thịt đã nấu chín                  | < 0,85    |
| Dung dịch NaCl bão hòa            | 0,75      |
| Quả khô                           | 0,60      |
| Không khí trong phòng (điển hình) | 0,5 - 0,7 |
| Mật ong                           | 0,5 - 0,7 |
| Quả khô                           | 0,5 - 0,6 |
| Bánh chưng                        | 0,95      |

### Giá trị awức chế vi sinh vật
| Vi sinh vật                | aw   |
| -------------------------- | ---- |
| Clostridium botulinum A, B | 0,97 |
| Clostridium botulinum E    | 0,97 |
| Pseudomonas fluorescens    | 0,97 |
| Clostridium perfringens    | 0,95 |
| Escherichia coli           | 0,95 |
| Salmonella                 | 0,95 |
| Vibrio cholerae            | 0,95 |
| Bacillus cereus            | 0,93 |
| Listeria monocytogenes     | 0,92 |
| Bacillus subtilis          | 0,91 |
| Staphylococcus aureus      | 0,86 |
| Hầu hết nấm mốc            | 0,80 |